# چلیچ
چلیچ (به لاتین: Čelić) یک منطقهٔ مسکونی در بوسنی و هرزگوین است که در فدراسیون بوسنی و هرزگوین واقع شده‌است.

## خصوصیات
چلیچ ۱۴۰ کیلومترمربع مساحت و ۱۲٬۰۸۳ نفر جمعیت دارد.